# S/S Stjärn
S/S Stjärn är en svensk ångslup med hemmahamn vid Mannaminne i Häggvik, Nordingrå.
S/S Stjärn byggdes som flottningsbåt på Klarälven. Den har sommartid gått i turtrafik på Vågsfjärden och i beställningstrafik.